# 谭淑萍
谭淑萍（1978年1月21日—），广西梧州人，中国女子跳水运动员。她曾获得1994年亚洲运动会跳水比赛女子3米跳板冠军。她也参加了1992年夏季奥运会和1996年夏季奥运会。